# Polyommatus biarcuata
Polyommatus biarcuata är en fjärilsart som beskrevs av Fritsch 1910. Polyommatus biarcuata ingår i släktet Polyommatus och familjen juvelvingar. Inga underarter finns listade i Catalogue of Life.